# 佐藤政道
佐藤 政道（さとう まさみち、1961年1月8日 - ）は、日本の男性俳優、ナレーター、声優。東京都出身。

## 来歴
法政大学卒。
文学座、大沢事務所を経て、現在は懸樋プロダクション所属。

## 人物
包容力のある声が魅力で、アニメでの役柄としては父親役や先生役が多い。
語りのテイストは文学座時から定評があったとされる。事務所公式ページでは「奥行きある心地のいい響きながら強い説得力を持った独特の語り口」と紹介されている。

## 出演作品
※太字はメインキャラクター。

### ナレーション
- 奇跡体験!アンビリバボー（1997年10月25日 - 、フジテレビ）
- NANDA!?→ナンだ!?（2002年10月10日 - 2007年9月27日、テレビ朝日）
- 激走!GT（? - 2010年3月28日、テレビ東京）
- グータンヌーボ（2006年4月12日 - 2012年3月21日、関西テレビ）
- カートゥンKAT-TUN（2009年5月6日 - 2010年3月24日、日本テレビ）
- 真実発掘ミステリー 歴史はこうして作られる（2011年9月23日、日本テレビ）
- ゴルフ侍、見参!（2012年10月7日 - 、BSジャパン→BSテレ東）
- 徳井義実のチャックおろさせて〜や（2013年3月16日 - 2016年10月22日、BSスカパー!）
- 激録・世界の警察密着24時（2014年10月5日、テレビ東京）
- おーい!ひろいき村→有吉のニッポン元気プロジェクト おーい!ひろいき村（2014年10月14日 - 2016年3月5日、フジテレビ）
- ビートたけしのスポーツ大将2015（2015年3月22日、テレビ朝日）
- 世界の怖い夜!（2017年7月19日、TBSテレビ）
- ゴルフサバイバル（2018年4月6日 - 、BS日テレ）
- ザワつく! 一茂良純時々ちさ子の会→ザワつく!金曜日（2018年10月11日 - 、テレビ朝日）
- 細木数子の娘かおりがズバリ!あなたの人生 変えに来ました（2019年5月21日、テレビ東京）
- ノブナカなんなん?→隣のブラボー様→1泊家族（2020年10月10日 - 、テレビ朝日）
- カチコチTV（2020年12月18日 - 、FANZA TV）
- FC町田ゼルビアをつくろう〜ゼルつく〜#42・#43（2020年12月25日、AbemaTV）
- GET SPORTS（2022年1月9日 - 、テレビ朝日）
- 全英オープンゴルフ（テレビ朝日）
- 全英女子オープンゴルフ（テレビ朝日）
- 世界水泳（テレビ朝日）
- 日経CNBC番組案内（2010年頃）
- 1周回って知らない話（日本テレビ）
- 緊急車両24時（テレビ東京）
- ナゼ、あの歴史は消えたのか?（テレビ東京）
- 関ジャニ∞クロニクル（フジテレビ）
- ナショナルジオグラフィック（一部番組のみ）

### テレビドラマ
- 一人来い二人来いみんな来い（TBSテレビ）佐藤 役
- 西部警察 PART-III（テレビ朝日）
- 土曜ワイド劇場「牟田刑事官事件ファイル」（1987年1月7日 - 2001年9月1日、テレビ朝日・C.A.L）林刑事 役
- 月曜ドラマスペシャル「弁護士芸者のお座敷事件簿2」（1998年1月26日、TBSテレビ）

### テレビアニメ
1985年
- 忍者戦士飛影（ダミアン）

1987年
- アニメ三銃士（1987年 - 1989年、ポルトス）

1988年
- エスパー魔美（中学生B）
- F-エフ（記者）

1989年
- 機動警察パトレイバー（犬走一直）
- らんま1/2 熱闘編（町内会長）

1990年
- ジャングル大帝(新)（傭兵、ヌー）
- 楽しいムーミン一家（1990年 - 1991年、郵便屋、男A、男B 他）

1991年
- アニメひみつの花園（サム）
- 楽しいムーミン一家 冒険日記（郵便屋）

1992年
- クッキングパパ（森山純子の父）
- 姫ちゃんのリボン（野々原太郎）

1994年
- 疾風!アイアンリーガー（ファイターアロー）
- 覇王大系リューナイト（1994年 - 1995年、ジェフリー）

1995年
- ストリートファイターII V（軍人、ラジャ）

1996年
- 天空のエスカフローネ（陸上部監督、近衛隊長、魔道士、チェサリオ）
- 名探偵コナン（1996年 - 2000年、前原剛、柴田健一、村上靖夫）

1997年
- ネクスト戦記EHRGEIZ（ゴード）

1998年
- 時空探偵ゲンシクン（大和博士、ワルイング）
- serial experiments lain（神像）
- デビルマンレディー（ディレクター）

1999年
- 金田一少年の事件簿（1999年 - 2000年、今井龍矢、小村刑事）
- 魔装機神サイバスター（ダラス）

2000年
- 幻想魔伝 最遊記（蒼燈）
- NieA_7（まゆ子の父）

2001年
- シャーマンキング（リアム）
- ノワール（バーク）
- フィギュア17 つばさ&ヒカル（椎名英夫）
- 魔法戦士リウイ（戦神マイリー）

2003年
- 人間交差点（友人A）

2008年
- ケメコデラックス!（三志摩宗一郎）

### 劇場アニメ
- 扉を開けて（1986年）
- あいつとララバイ 水曜日のシンデレラ（1987年、大門恭介）
- アニメ三銃士 アラミスの冒険（1989年、ボルトス）
- 機動警察パトレイバー the Movie（1989年、技師）
- グスコーブドリの伝記（1994年、お父さん）
- KAZU&YASU ヒーロー誕生（1995年、海野先生）
- GHOST IN THE SHELL / 攻殻機動隊（1995年、運転手）
- 機動警察パトレイバー 2 the Movie サウンドリニューアル版（1998年）
- 千年女優（2002年、立花源也〈青年期〉）

### OVA
- 緑山高校 甲子園編（1990年、永田）
- 爆炎CAMPUSガードレス（1993年）
- 銀河英雄伝説（1994年、ディルクセン）
- 疾風!アイアンリーガー 銀光の旗の下に（1995年、ファイターアロー）
- 青い瞳の銀鈴（1995年、ルードの父）
- 無責任艦長タイラー（1995年、コグレ）
- 菜々子解体診書（1999年、クロス）

### ゲーム
- スーパーロボット大戦IMPACT（2002年、ダミアン）
- スーパーロボット大戦UX（2013年、ダミアン）

### ドラマCD
- Crashers Knight&Ran（榊原晃輔）
- Crashers Knight&RanII 〜海に眠る夢〜（水原潔）
- 摩陀羅・転生編（兵頭沙門）

### CM
- 信用金庫
- 昭和シェル石油
- イトーヨーカ堂
- エーザイ「チョコラBBプラス」偏、「チョコラBBローヤル2」偏
- BS12（番宣ナレーション）
- S&Bちびっ子健康マラソン大会（1996年）

### 吹き替え
- ヴァージン・スーサイズ（ナレーター）
- 幸せへのキセキ（ナレーター）

### テレビ番組
- ロシア語講座АБВ（NHK教育）玉川紗己子とともに生徒 役

### ビデオ
- ベストモータリングビデオスペシャルVol.48 土屋圭市SUPERインカービデオ（ナレーター）